# Edmond Thieffry
Edmond Thieffry (* 28. September 1892 in Etterbeek/Brüssel; † 11. April 1929 am Tanganjika-See) war ein belgischer Jagdflieger im Ersten Weltkrieg und bekannter Luftfahrtpionier. Gemeinsam mit Léopold Roger und Jef de Bruycker führte er den ersten erfolgreichen Flug von Belgien in den Kongo (damals eine belgische Kolonie) durch.

## Vorkriegszeit
Thieffry wurde in Etterbeek, einem Stadtteil Brüssels, geboren. Er studierte Jura an der Katholischen Universität Löwen, was ihm später den Spitznamen „Der fliegende Richter“ einbrachte. Nach seinem Abschluss trat er 1913 seinen Militärdienst im 10ème Régiment de Ligne an.

## Erster Weltkrieg
Bei Kriegsausbruch als Rechtsanwalt tätig, wurde er eingezogen und geriet als Motorradmelder beim 14ème Régiment de Ligne der IIIème Division bei Lüttich in deutsche Kriegsgefangenschaft; es gelang ihm jedoch, auf einem gestohlenen Motorrad in die Niederlande zu entkommen, wo er von der holländischen Militärpolizei aufgegriffen wurde. Seine juristischen Kenntnisse und sein fließendes Niederländisch halfen ihm jedoch, der Internierung zu entgehen und mit seinem gestohlenen Motorrad über Antwerpen zur belgischen Armee zurückzukommen.
1915 trat Thieffry zur Compagnie des Ouvries et Aérostiers, der belgischen Fliegertruppe, über und legte nach einer Reihe von Bruchlandungen in Étampes am 21. August 1915 die Pilotenprüfung ab. Gleich zu Beginn legte Thieffry mit einer Nieuport eine Bruchlandung hin, und als er aus dem Wrack kletterte, versetzte er die herbeieilenden Zuschauer in Panik, als er unabsichtlich den MG-Abzug betätigte. Ab dem 1. Februar 1916 diente er daher zunächst in der mit Voisin-Zweisitzern ausgerüsteten 3ème Escadrille und nahm an zahlreichen sowie bei Tag- und Nachtbombenangriffen teil. Anschließend kam er zur 4ème Escadrille, die mit Maurice-Farman-Zweisitzern ausgestattet war. Hier zeichnete er sich als Artilleriebeobachter über der Front an der Yser durch Mut und Präzision aus. Aufgrund seiner zahlreichen Bruchlandungen wurde er jedoch einer Einsitzerstaffel zugeteilt, möglicherweise da niemand bereit war, als Beobachter mit ihm zu fliegen.
So kam Thiffry zur 5ème Escadrille („Les Comets“) unter Captain Jules Dony, die bei De Panne stationiert war. Am 24. Januar 1917 flog er über das besetzte Brüssel und seine alte Schule Saint-Michel, wo er eine belgische Flagge und einen Briefgruß an die Jesuiten abwarf. Über der Place Van Meyel warf er eine zweite Fahne und einen Brief an Fräulein de Loneux, seine Verlobte, ab.
Am 15. März 1917 errang er mit seiner Nieuport 11 seinen ersten Luftsieg, acht Tage später bei Ghistelles den zweiten, am 12. Mai bei Houthulst seinen dritten und am 14. Juni 1917 seinen vierten gegen eine Albatros D.III über Westende.
Nachdem seine Staffel nach Les Moëres verlegt und mit Nieuport 23 ausgerüstet worden war, schoss er am 3. Juli zwei deutsche Marine-Jagdflugzeuge bei Diksmuide ab. Im August erhielt er die erste der neuen SPAD S.VII, die an die belgische Fliegertruppe geliefert und persönlich vom belgischen Kronprinzen überführt worden war. Mit seiner SPAD errang er drei weitere Luftsiege, geriet jedoch am 31. August 1917 im Luftkampf östlich Diksmuide mit zwei deutschen Albatros D.V in die Feuerstöße der Albatros von Leutnant Karl Hammes (Jasta 35b), so dass er nur mit Mühe hinter der eigenen Front notlanden konnte. Er erhielt eine neue SPAD S.VII, die er mit rot-weißen Streifen markierte.
Unterleutnant Thieffry errang seinen zehnten und letzten bestätigten Luftsieg am 10. Oktober 1917. Am 23. Februar 1918 wurde er bei seinem 150. Feindflug im Luftkampf mit einem deutschen Zweisitzer der Fliegerabteilung 227 bei Woumen brennend abgeschossen und geriet verwundet in das deutsche Lazarett bei Courtrai. Am 13. April 1918 gelang ihm der Ausbruch aus dem Gefangenenlager, aber nach zehntägiger Flucht wurde er aufgegriffen und verbrachte den Rest des Krieges hinter Stacheldraht.
Zusammen mit fünf weiteren unbestätigten Luftsiegen stand er nach Willy Coppens und André de Meulemeester auf Platz drei der belgischen Jagdflieger.

## Der Kongoflug
Nach Kriegsende kehrte Thieffry über die Schweiz am 6. Dezember 1918 nach Brüssel zurück, wo er als Rechtsanwalt arbeitete, aber weiterhin der Fliegerei verbunden blieb. 1923 wurde er Mitbegründer der belgischen Fluggesellschaft Sabena und plante, eine Flugverbindung zum Kongo aufzubauen. Anfang 1925 erteilten die Behörden schließlich die Erlaubnis für dieses abenteuerliche Unternehmen und die Sabena stellte eine in Belgien nachgebaute dreimotorige Handley Page W8f zur Verfügung, die Thieffry "Prinzessin Marie-José" taufte, um damit den Vater, seinem Freund und Förderer König Albert I. von Belgien, für dessen Unterstützung zu danken.
Thieffry startete in der 5 to schweren und 850 PS starken Maschine mit seinem Mechaniker Joseph "Jef" de Bruycker und Léopold Roger als Copilot am 12. Februar 1925 in Zaventem und nahm Kurs auf den Flugplatz N’Dolo bei Leopoldville (heute Kinshasa). Thieffry hatte als Navigator eine Route mit Tagesetappen nach Marseille, Oran, Colomb-Bechar, Gao, Fort-Lamy, Bangui und Coquilhatville festgelegt. Starke Gegenwinde und ein Propellerbruch verlängerten die Tour jedoch von sieben auf 51 Tage. Nach 8.200 Kilometern Flugstrecke und einer Flugzeit von 75 Stunden und 20 Minuten landete die Besatzung am 3. April in Leopoldville und wurde von den Zuschauern begeistert empfangen.
Thieffry unternahm zwei weitere Flüge zum Kongo. Seinen nächsten Flugversuch startete er am 9. März 1928 in einer ACAZ C.2 zusammen mit Joseph Lang und Philippe Quersin; er gelangte jedoch nur bis nach Philippeville. Der nächste Versuch begann am 26. Juni, erneut mit Philippe Quersin, musste aber in Montpellier abgebrochen werden.
Thieffry arbeitete jedoch weiter an Plänen, den Kongo an den internationalen Luftverkehr anzuschließen. Am 11. April 1929 startete er mit Gaston Julien und dem Mechaniker Eugène Gastuche auf einer Avimeta C.92 zu einem Testflug, geriet jedoch in einen Wirbelsturm. Bei der Bruchlandung am Tanganjika-See kamen Thieffry und Julien ums Leben, nur der Bordmechaniker konnte von den Rettungskräften gerettet werden.
10 Jahre später wurde die Fluglinie Brüssel – Kinshasa eröffnet.
Im Juli 1932 wurde in Etterbeek eine Gedenktafel für Thieffry angebracht, die seine abenteuerliche Flugroute nach Leopoldville zeigt. Außerdem erinnern die Metro-Station Thieffry und die Straße Rue Aviateur Thieffry / Vlieger Thieffry Straat in seiner Heimatgemeinde an den berühmten Flieger.

## Abschussliste
| Nr. | Datum            | Uhrzeit    | Flugzeug | gegen                 | Ort                |
| --- | ---------------- | ---------- | -------- | --------------------- | ------------------ |
| 1   | 15. März 1917    | ~17–18h    | Nieuport | Zweisitzer            |                    |
| 2   | 23. März 1917    | vormittags | Nieuport | Zweisitzer            | Ghistelles         |
| 3   | 12. Mai 1917     | 07:00h     | Nieuport | Zweisitzer            | Houthulster Wald   |
| 4   | 14. Juni 1917    | 20:30h     | Nieuport | Albatros D.III        | Westende           |
| 5   | 3. Juli 1917     | 13.30h     | Nieuport | Albatros D.III        | Nördlich Diksmuide |
| 6   | 3. Juli 1917     | 13:32h     | Nieuport | Albatros D.III        | Nördlich Diksmuide |
| 7   | 16. August 1917  | 09:15h     | SPAD     | Albatros C-Zweisitzer | Houthulster Wald   |
| 8   | 22. August 1917  | 10:15h     | SPAD     |                       | Beerst             |
| 9   | 26. August 1917  | 19:40h     | SPAD     |                       | Slype              |
| 10  | 16. Oktober 1917 | 11:40h     | SPAD     |                       | Merckem            |

## Auszeichnungen
- Kriegskreuz (Belgien) 1914–1918
- Ritter des belgischen Ordens Leopolds II.
- Ritter des Ordens Leopold
- Croix de guerre mit Palme (Frankreich)
- Italienische Tapferkeitsmedaille in Silber
- Siegermedaille
- Gedenkmedaille 1914–1918
- 7 Frontstreifen